# Stortjärnarna (Åre socken, Jämtland, 706757-133446)
Stortjärnarna är en sjö i Åre kommun i Jämtland och ingår i Indalsälvens huvudavrinningsområde.